# Rogelio Delgado
Rogelio Wilfrido Delgado Casco (Asunción, 12 ottobre 1959) è un ex calciatore paraguaiano, di ruolo difensore.

## Caratteristiche tecniche
Giocava come difensore centrale. Iniziò nelle giovanili come centrocampista difensivo, salvo poi diventare un difensore una volta entrato nella prima squadra dell'Olimpia.

## Carriera

### Club
Entrò nelle giovanili dell'Olimpia a tredici anni, dopo che aveva appreso i rudimenti del gioco del calcio alla Primera Escuela de Fútbol del Paraguay; insieme a Guasch e Jiménez, futuri suoi compagni in prima squadra, vinse due titoli giovanili consecutivi nel 1974 e 1975. Per fargli fare esperienza, Delgado fu inviato in Bolivia per disputare una stagione con l'Enrique Happ di Cochabamba. Una volta tornato, fu incluso tra i titolari e nel 1978 diventò parte integrante dell'undici titolare del club; visse un periodo di successi tra il 1978 e il 1985, vincendo svariati titoli nazionali. Il 1979 fu l'annus mirabilis dell'Olimpia, che vinse le tre principali competizioni internazionali a cui avessero accesso delle società del Sudamerica: Libertadores, Interamericana e Intercontinentale. Nel 1987 Delgado lasciò per la seconda volta il suo Paese natale per giocare all'estero: l'Independiente di Avellaneda lo aveva difatti acquistato. Con il club dalla maglia rossa vinse un campionato argentino, e superò le settanta presenze in massima divisione. Nel 1992 accettò l'offerta di Arturo Salah e si trasferì in Cile; con l'Universidad de Chile si aggiudicò il suo terzo titolo nazionale, vincendo il campionato 1994.

### Nazionale
Debuttò in Nazionale il 2 giugno 1983. Fece parte della rosa del Paraguay per la Copa América 1983, che disputò da titolare al centro della difesa. Fu successivamente convocato per il campionato del mondo 1986 e, per l'occasione, gli fu consegnata la fascia di capitano. Nel torneo giocò dapprima come terzino destro e successivamente come centrale. In seguito, Delgado; partecipò alla Copa América 1987 e 1989, sempre come titolare fisso nella posizione da lui prediletta, al centro della linea difensiva. La sua ultima presenza internazionale risale al 1990.

## Palmarès

### Competizioni nazionali
- Campionato paraguaiano: 6

Olimpia: 1978, 1979, 1981, 1982, 1983, 1985
- Campionato argentino: 1

Independiente: 1988-1989
- Campionato cileno: 1

Universidad de Chile: 1994

### Competizioni internazionali
- Coppa Libertadores: 1

Olimpia: 1979
- Coppa Intercontinentale: 1

Olimpia: 1979
- Coppa Interamericana: 1

Olimpia: 1979